# Diane Verbist-Vandewijngaerden
Diane Verbist-Vandewijngaerden (Drieslinter, 10 mei 1930 - Heist-op-den-Berg, 23 augustus 2019) was een Belgisch politica voor de CVP en diens opvolger CD&V. Zij was burgemeester van Heist-op-den-Berg van 1983 tot 2006. Hiermee trad zij in de voetsporen van haar echtgenoot, Alfons Verbist, die Heists burgemeester was van 1959 tot 1976.

## Levensloop
Verbist-Vandewijngaerden behaalde een licentiaat rechten aan de Katholieke Universiteit Leuven. Na de gemeenteraadsverkiezingen van 1976 werd zij gemeenteraadslid van Heist-op-den-Berg. Eveneens werd zij aangesteld als eerste schepen en schepen van cultuur. Vanwege een cumulverbod had haar echtgenoot de gemeentepolitiek toen verlaten, om Belgisch senator te kunnen blijven. Zes jaar later werd ze burgemeester en bleef dit tot 2006. Tijdens haar bestuur werden de eerste sporthallen gebouwd en zowel de openbare bibliotheek als het cultuurcentrum Zwaneberg opgericht. Ze zorgde ook voor de restauratie van historische gebouwen en de omleiding van de provincieweg, wat de leefbaarheid van het centrum ten goede kwam. Ook de lokale politie en het vredegerecht kregen een nieuwe plek op de site van het voormalige klooster van de Annonciaden.
Buiten de politiek was zij - net als haar echtgenoot - actief als advocate. Daarnaast gaf zij les in hogeschool De Ham in Mechelen (nu Thomas More).